# Municipio de Brantford (Kansas)
El municipio de Brantford (en inglés: Brantford Township) es un municipio ubicado en el condado de Washington en el estado estadounidense de Kansas. En el año 2010 tenía una población de 76 habitantes y una densidad poblacional de 0,82 personas por km².

## Geografía
El municipio de Brantford se encuentra ubicado en las coordenadas 39°41′34″N 97°18′38″O / 39.69278, -97.31056. Según la Oficina del Censo de los Estados Unidos, el municipio tiene una superficie total de 93.07 km², de la cual 92,7 km² corresponden a tierra firme y (0,4 %) 0,37 km² es agua.

## Demografía
Según el censo de 2010, había 76 personas residiendo en el municipio de Brantford. La densidad de población era de 0,82 hab./km². De los 76 habitantes, el municipio de Brantford estaba compuesto por el 97,37 % blancos y el 2,63 % eran de una mezcla de razas. Del total de la población el 0 % eran hispanos o latinos de cualquier raza.